# Hydraena belgica
Hydraena belgica är en skalbaggsart som beskrevs av Armand D'Orchymont 1930. Hydraena belgica ingår i släktet Hydraena och familjen vattenbrynsbaggar. Inga underarter finns listade i Catalogue of Life.